# Jim Nabors
Jim Nabors (született James Thurston Nabors) (Sylacauga, Alabama, 1930. június 12. – Honolulu, Hawaii, 2017. november 30.) amerikai színész, énekes, komikus.

## Filmjei

### Mozifilmek
- Take Her, She's Mine (1963)
- A legjobb bordélyház Texasban (The Best Little Whorehouse in Texas) (1982)
- Tollas futam (Stroker Ace) (1983)
- Ágyúgolyófutam 2. (Cannonball Run II) (1984)

### Tv-filmek
- The Addams Family Fun House (1973)
- Return to Mayberry (1986)
- Sylvan in Paradise (1986)

### Tv-sorozatok
- The Andy Griffith Show (1962–1964, 23 epizódban)
- I'm Dickens, He's Fenster (1963, egy epizódban)
- Mr. Smith Goes to Washington (1963, két epizódban)
- The Great Adventure (1963, egy epizódban)
- Valentine's Day (1964–1965, 11 epizódban)
- Gomer Pyle: USMC (1964–1969, 150 epizódban)
- The Lucy Show (1966, egy epizódban)
- Off to See the Wizard (1967, két epizódban)
- The Carol Burnett Show (1969–1977, három epizódban)
- The Julie Andrews Hour (1972, egy epizódban)
- The Rookies (1973, egy epizódban)
- The Lost Saucer (1975, 16 epizódban)
- The Krofft Supershow (1976, egy epizódban)
- Szerelemhajó (The Love Boat) (1977, 1981, három epizódban)
- Aloha Paradise (1981, egy epizódban)
- Knight Rider (1983, egy epizódban)
- Hi Honey, I'm Home (1991, egy epizódban)
- The Carol Burnett Show (1991)

## További információ
- Hivatalos oldal
- Jim Nabors a PORT.hu-n (magyarul)
- Jim Nabors az Internetes Szinkronadatbázisban (magyarul)
- Jim Nabors az Internet Movie Database-ben (angolul)
- Jim Nabors a Rotten Tomatoeson (angolul)